# Anton Stadler
Anton Paul Stadler (28 juny 1753 Bruck un der Leitha – 15 juny 1812 Viena) va ser un músic austríac, intèrpret de clarinet i corno di bassetto conegut per ser amic de Wolfgang Amadeus Mozart i destinatari d'algunes de les obres d'aquest compositor com el seu Quintet per a Clarinet (K 581) o el Concert per a Clarinet (K 622).
Va ser un virtuós del clarinet, que tocava de segon del seu germà Johann a l'orquestra de la cort de Viena. Amb el desig d'ampliar el rang de notes de l'instrument i que pogués produir més sons, profunditat i sonoritat, es posà en contacte amb el lutier Theodore Clotz, que li va fer l'anomenat clarinet di bassetto, instrument que pot arribar a notes més greus que el clarinet en si bemoll o en la.
Arran de la seva amistat amb W.A. Mozart (es diu que originada en la mútua pertinença a la maçoneria), i atès que el clarinet havia sofert importants millores, sembla que el compositor austríac va escriure i dedicar el concert per a clarinet i possiblement el Quintet per a clarinet i corda a Stadler. Podríem pensar que l'amistat amb Stadler va fer que Mozart també donés un paper destacat al clarinet en determinades obres orquestrals.

## Orígens i primers passos
Stadler va néixer el 1753 a Bruck un der Leitha, localitat propera a Viena. En néixer el seu germà Johann el 1756, la seva família es traslladà a la capital. Els dos germans esdevindrien famosos com a intèrprets de clarinet i corno di bassetto, però el 1801, el Journal des Luxus und der Moden descriu Anton com "un gran artista amb diversos instruments de vent" i en una carta de 1781 a Ignatz von Beecke, sol·licitant un lloc a l'orquestra de Wallerstein (6 novembre 1781), Anton escriu que els dos germans també poden tocar una mica el violí i la viola.
La primera notícia conservada sobre una actuació pública dels dos germans és un programa de concert del Kärntnertortheater del 21 de març de 1773. Després consten altres referències el 1775 i el 1780.

## Stadler i Mozart
Es creu que el primer contacte entre Mozart i Stadler devia ser cap a 1781, poc després de l'arribada d'aquest a Viena. L'octubre de 1781 Mozart escriu sobre la primera representació de la seva Serenata K 375 que "Els sis senyors que la van executar eren uns pobres captaires que, tanmateix, tocaven bastant bé tots junts, particularment el primer clarinet i els dos corni." El 8 de febrer de 1782 els germans Stadler van ser convidats a unir-se a l'orquestra de la cort imperial, i l'any següent eren membres del grup de cambra personal de l'emperador on Stadler ocupava el lloc de segon clarinet.
L'arribada a Viena dels músics Bohemis Anton David i Salmer de Vincent va representar un impuls per a l'escriptura d'obres per corno di bassetto per part de Mozart. Aquest intèrprets ja havien causat sensació des de principis de 1782, actuant al Ludwigslust amb uns instruments poc coneguts pel públic de Viena. El 1783 es considera l'inici de l'època més intensa de relació de Mozart amb el corno di bassetto, produint en els dos següents anys un total de 13 obres per aquest instrument, entre les quals destaquen:
- Els Nocturns K 436, 437, 438, 439 i 346/439un
- 25 divertimenti per a corni di basseto K 439b
- La música per a un funeral maçònic K 477/479un
- Adagio en Si bemoll K 411/484un per a dos clarinets i tres corni
- Adagio en Fa K 410/484d per a dos corni i fagot
- Quintet en Si bemoll per a teclat, oboè, clarinet, corno i fagot (K 452un)
- Allegro assai en Si bemoll per dos clarinets i tres corni (K 484b)
- Adagio en Fa per clarinet i tres corni (K 484c)
- Allegro en Fa (K 484e), possiblement per a corno di bassetto

## Carrera i últims anys
Entre 1791 i 1795 Stadler va viatjar per diverses ciutats europees oferint concerts. Es té constància d'actuacions seves a Praga, Berlín, Varsòvia, Vilnius, Riga, Sant Petersburg, Lübeck, Hamburg i Hannover, on va ser molt ben rebut gràcies a la seva condició de músic de la Cort Imperial.
A la seva tornada a Viena, a partir de 1796, va publicar algunes composicions de música per a clarinet i corno de basseto. També va ser convidat pel noble hongarès Georg Festitics a planificar una escola de música a Keszthely. El resultat fou un projecte pedagògic titulat Musick Plan on es recomana educar amb rigor combinant la pràctica i la teoria així com diverses disciplines més enllà de la música.
Els darrers anys de la seva vida va contreure nombrosos deutes i va acabar morint en la pobresa el 17 de juny de 1812.

## Obra
El catàleg d'obres d'Anton Stadler va ser compilat per Albert Rice:
Peces per a clarinet:
- Trios caprices pour la clarinette seule (Viena ca. 1808)
- Trois fantaisies ou potpourris pour la clarinette seule (Viena ca. 1809)
- Variations sur différents themes favorites pour la clarinette seule (Viena ca. 1810)
- Six Duettinos progressives pour 2 Clarinettes (Viena ca. 1808)
- 6 Duettinos concertantes pour 2 clarinettes
- 12 ländlerische Tänze für 2 Clarinettes (perduts)
- 10 Variations über "Müsst ma nix in übel aufnehma" für Clarinette (perduts)

Peces per a corno di bassetto:
- 18 Terzetten für 3 Bassetthörner.

Peces per a csakan:
- 6 Duettinos pour 2 Csákans ou csákan et Violon (Viena ca. 1808)
- 7 Variations pour Csákan (Viena ca. 1812)
- 9 Variations über "Müsst ma nix in übel aufnehma" für Csákan (perduts)
- 3 Caprices pour Csákan ou Flûte double (perduts)

Per a conjunt de vent-fusta
- 2 Märsche (perduts)
- 12 deutsche Tänze mit Trios (perduts)